# Kenichi Hashimoto
Kenichi Hashimoto (Kanagawa, 16 april 1975) is een voormalig Japans voetballer.

## Carrière
Kenichi Hashimoto speelde tussen 1994 en 1997 voor Kashima Antlers en Yokohama Marinos.